# Grã-Bretanha nos Jogos Olímpicos de Inverno de 1984
A Grã-Bretanha mandou 50 competidores que disputaram sete modalidades nos Jogos Olímpicos de Inverno de 1984, em Sarajevo, na Iugoslávia. A delegação conquistou 1 medalha no total, sendo uma de ouro.